# お前を消す方法
お前を消す方法（おまえをけすほうほう）とは、Microsoft Office 97から追加されたOfficeアシスタントであるカイルに関するインターネット・ミームである。

## 概要
カイルはOffice 97で追加された、ヘルプなどを表示できるサポートキャラクターであった。Office 2000で画面上を走り回ることができるようになったが、それが人によっては邪魔と感じる事があった。その際、テキストサイトである「ろじっくぱらだいす」管理人であるワタナベが同サイトにて「お前を消す方法」とカイルに打ち込んでいる画像を公開したのが初出とされる。
操作のうえで不都合な位置に表示されるカイルを表示させないようにするため、Microsoft Office日本語版のカイルでこのワードが検索されることが多くなったが、カイルのAIは非常に貧弱なものであり、まともな回答は得られなかった。

## Microsoft公式による反応

### 公式Twitterアカウント
2010年、Microsoft Office 2010発売当時の販促キャンペーンとして、かつてのOfficeアシスタントのキャラクターであった冴子先生とカイルが「復活する」という「冴子2010」キャンペーンが行われ、期間限定でカイルの公式Twitter（現・X）アカウントが用意された。しかし、一番多く送られてきたリプライは「お前を消す方法」と述べており、ある「お前を消す方法」のリプライに対しては「ああ。。。許してください。。。」と返信で許しを請うていた。

### Cortana

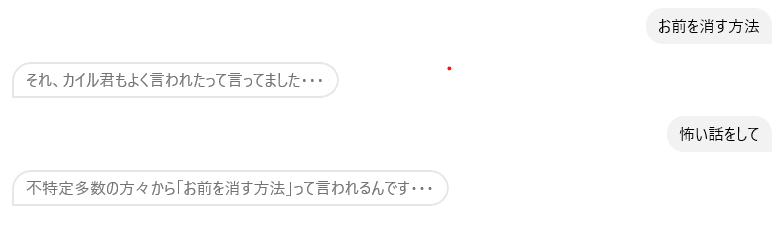
Cortanaにお前を消す方法と話しかけた結果

かつてWindows 10に搭載されていたアシスタントのCortanaでは、「お前を消す方法」と聞くと、「カイル君もよく言われた」などと返すことがある。返答には複数のバリエーションが用意されている。
また、「怖い話をして」と聞いた際にも「不特定多数からお前を消す方法と言われる」と返すことがある。